# San Francisco Art Institute

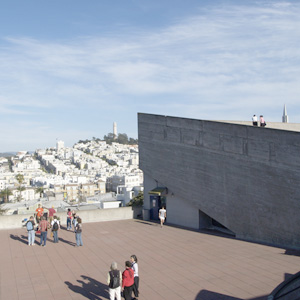
Innenhof des San Francisco Art Institute, mit Blick auf Telegraph Hill

Das 1871 gegründete San Francisco Art Institute (SFAI) war eine der ältesten und prestigevollsten Hochschulen für zeitgenössische Kunst. Das Gebäude der Schule befindet sich im Russian-Hill-Viertel von San Francisco im US-Bundesstaat Kalifornien. SFAI war eine private, von der WASC anerkannte gemeinnützige Einrichtung und Mitglied der Association of Independent Colleges of Art and Design. Das San Francisco Art Institute wurde am 16. Juli 2022 als private Bildungseinrichtung permanent geschlossen.

## Studiengänge
SFAI bietet Studiengänge mit den Abschlüssen Bachelor of Arts, Master of Arts, Bachelor of Fine Arts und Master of Fine Arts.

### Fachbereich Studio Practice
Der Fachbereich Studio Practice besteht aus den traditionellen Abteilungen Malerei, Bildhauerei, Film, Fotografie, Design+Technologie, Druck und Neue Genres.

### Fachbereich Interdisciplinary Studies
Der 2006 gegründete Fachbereich interdisziplinärer Studien bot bis 2015 BA- und MA-Abschlüsse in Geschichte und Theorie zeitgenössischer Kunst, Urbane Studien sowie Ausstellungs- und Museumsdesign (nur MA). Er enthält außerdem vier Forschungs- und Lehranstalten: Public Practice, Media Culture, Art+Science sowie Word, Text, and Image.

## Geschichte

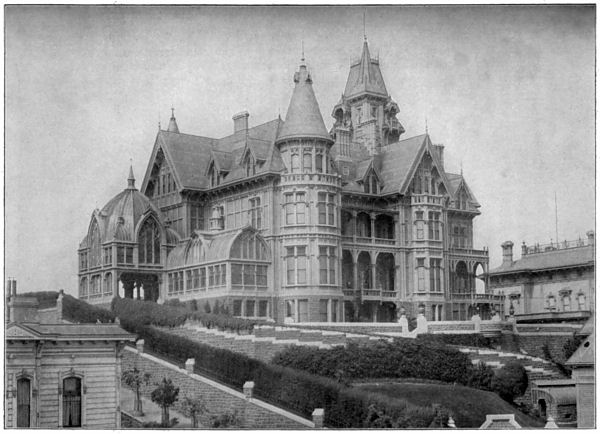
Mark Hopkins’ Haus

Die San Francisco Art Association (SFAA) wurde 1871 gegründet und rief im Februar 1874 die San Francisco School of Design ins Leben unter dem Vorsitz des Landschaftsmalers Virgil Macey Williams. 1893 wurde der Name in California School of Design geändert und die Verband schloss sich mit der Universität von Kalifornien zusammen und zog in die Villa von Mark Hopkins in Nob Hill ein, deren Funktion als Museum unter dem Titel Mark Hopkins Institute of Art fortgeführt wurde.
Das Feuer nach dem Erdbeben in San Francisco 1906 zerstörte sowohl die Villa als auch das Institut. Ein Jahr später wurde das Institut an der Stelle der alten Villa wieder aufgebaut und in San Francisco Institute of Art umbenannt.
1916 schloss sich die SFAA mit der San Francisco Society of Artists zusammen und nahm das Direktorat des San Francisco Museum of Modern Art an, das sich zu dem Zeitpunkt im Palace of Fine Arts befand, einem Überbleibsel der Weltausstellung Panama-Pacific International Exposition. Das Institut wurde in California School of Fine Arts (CSFA) umbenannt. 1926 zog es zu seiner heutigen Adresse, 800 Chestnut Street in San Francisco, um. 1961 wurde der Name des Instituts ein letztes Mal geändert – in San Francisco Art Institute.
1969 wurde das Gebäude von Paffard Keatinge Clay um 2000 Quadratmeter erweitert, die Platz für einen großen Hörsaal, Amphitheater, Galerien und ein Café bieten.
Von 2005 bis 2009 war Okwui Enwezor Dekan (dean of academic affairs) des SFAI.
Im Jahr 2014 ergab eine Prüfung des USA-weiten Art Institute Networks durch das US Department of Education Unregelmäßigkeiten in der Finanzgebarung. SFAI wurde zu einer Nachzahlung von 4,4 Millionen USD verurteilt. Das gesamte Art-Institute Network, welches mit über 50 Standorten in den USA vertreten war, musste 2015 die Rekord-Nachzahlungssumme von 95 Millionen USD an das amerikanische Justizministerium abführen.  Im gleichen Jahr verlor der Verband des Art Institute Networks und damit SFAI seine Akkreditierung als akademische Hochschule. Schwindende Studentenzahlen führten zu einem Abstieg. Verschiedene Versuche, das San Francisco Art Institute durch neue Trägervereine zu retten, scheiterten. Am 16. Juni 2022 wurde das San Francisco Art Institute dauerhaft geschlossen. Seine Sammlungen und Archive gingen in eine Non-Profit Stiftung gleichen Namens (SFAI) über.

### Fotografie
Die 1946 von Ansel Adams gegründete Fotografie-Abteilung war die erste ihrer Art, die sich der Fotografie als Medium der schönen Künste verschrieb. Zu den ehemaligen Studenten gehört Annie Leibovitz.

### Musik
Das SFAI organisierte 1966 eine Ausstellung mit Rock-’n’-Roll-Postern. Ende der 1970er und Anfang der 1980er Jahre war das SFAI eines der Zentren von San Franciscos Punk- und New-Wave-Musikszene.
Zu den zahlreichen Musikern, die am SFAI studiert haben, zählen Jerry García, Gitarrist der Grateful Dead; Dave Getz, Schlagzeuger von Big Brother and the Holding Company und Country Joe and the Fish; Prairie Prince und Michael Cotten von The Tubes; Debora Iyall und Frank Zinkavage von Romeo Void; Freddy (aka Fritz) von The Mutants; Penelope Houston von den Avengers, Nathan Burazer und Jonathan Holland von Tussle; Cliff Hengst und Scott Hewicker von Troll; und Devendra Banhart.